# Los Muermos
Los Muermos est une ville et une commune du Chili de la Province de Llanquihue, elle-même située dans la Région des Lacs. En 2012, la population de la commune s'élevait à 16 428 habitants. La superficie de la commune est de 1 246 km2 (densité de 13 hab./km2),.

## Situation
La commune de Los Muermos est située au sud de la Vallée Centrale. Son territoire comprend des collines peu élevées (200 mètres) de la Cordillère de la Côte (Andes centrales). Elle est délimitée à l'ouest par l'Océan Pacifique et au sud par le rio Maullin. Los Muermos se trouve à 919 kilomètres à vol d'oiseau au sud de la capitale Santiago et à 44 kilomètres à l'ouest de Puerto Montt capitale de la Région des Lacs.

## Histoire
La région est occupée à l'arrivée des espagnols dans le pays par des indigènes huilliches dans la vallée centrale et juncos sur la côté centrale. Les tribus locales sont peu belliqueuses et vivent de l'agriculture, de la pêche et de la collecte des fruits de mer. La colonisation du territoire est très tardive puisqu'elle ne débute réellement que dans les années 1930. Elle est accélérée par la construction d'une voie de chemin de fer destinée à désenclaver la région. La ligne Corte Alto - Los Muermos (115 km) dont les travaux débutent en 1937 est inaugurée en 1940. Elle permet d'évacuer le bois principale production du territoire. Progressivement la population s'accroit et en 1962 le territoire, qui faisait jusque-là partie intégrante de la commune de Maullin, acquiert le statut de commune.

Position de Los Muermos (en rouge) au sein de la Région des Lacs.

## Personnalités liées
- Bernardo Oyarzún, artiste chilien y est né en 1963